# Rhoadsiinae
Die Rhoadsiinae sind eine Unterfamilie der Salmlerfamilie Acestrorhamphidae. Die Arten der Unterfamilie kommen in Mittelamerika und im nordwestlichen Südamerika, in Kolumbien und Ecuador westlich der Anden vor. Zu den Rhoadsiinae gehört der Kaisersalmler (Nematobrycon palmeri), ein relativ oft in Aquarien gehaltener Zierfisch.

## Merkmale
Diagnostische Merkmale der Rhoadsiinae sind eine einzelne Zahnreihe auf der Prämaxillare bei Jungfischen und zwei Zahnreihen auf der Prämaxillare bei ausgewachsenen Exemplaren, sowie 10 bis 15 einspitzige Zähne auf der Maxillare, eine unvollständige Seitenlinie und ein deutlicher Geschlechtsdimorphismus. Bei den Männchen der Unterfamilie ist die Rückenflosse lang ausgezogen, sodass sie oft bis zur Schwanzflosse reicht.

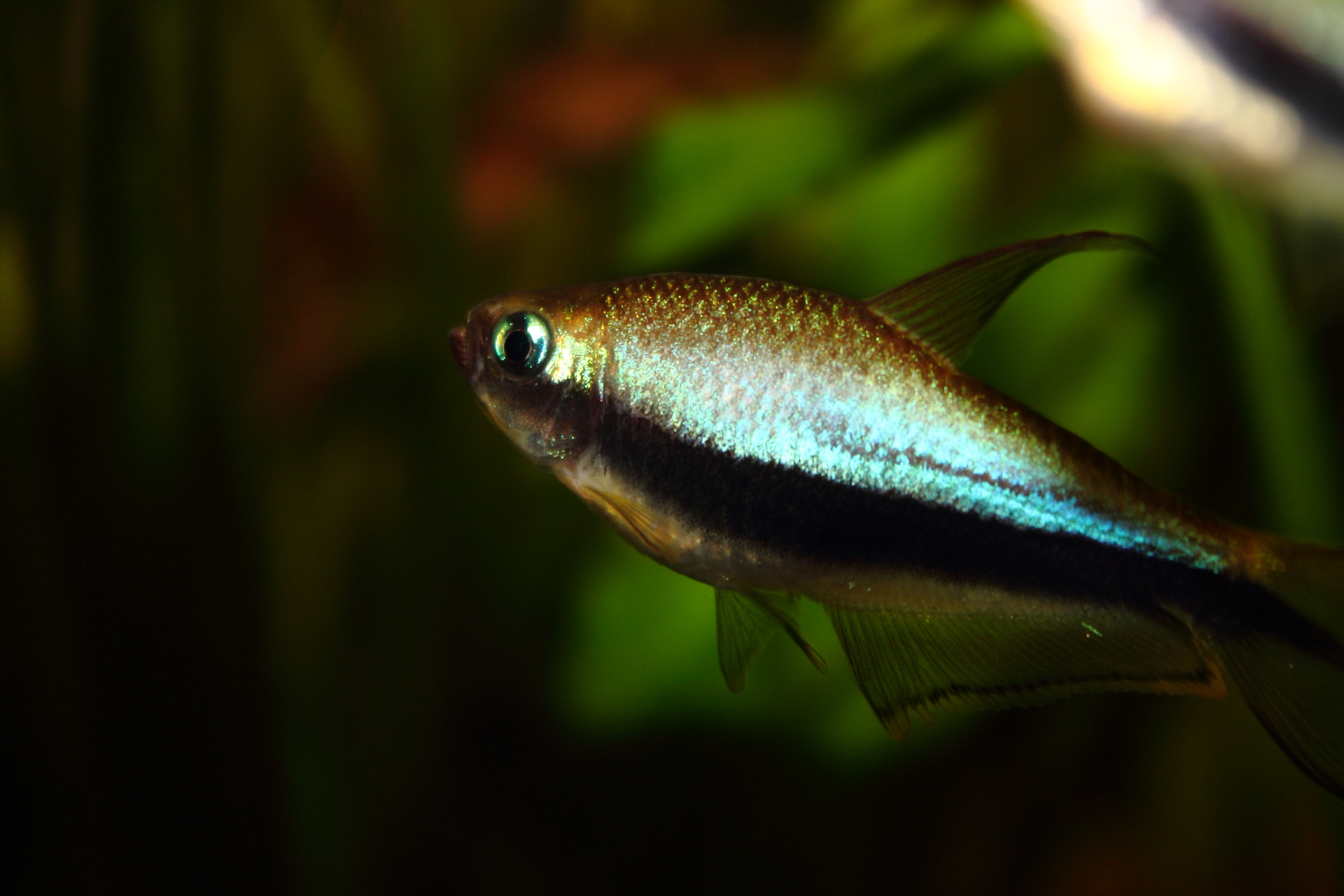
Kaisersalmler (N. palmeri)

## Gattungen und Arten
Zur Unterfamilie gehören acht Arten in vier Gattungen.
- Carlana Strand, 1928
  - Carlana eigenmanni (Meek, 1912)
- Nematobrycon Eigenmann, 1911
  - Nematobrycon lacortei Weitzman & Fink, 1971
  - Nematobrycon palmeri	Eigenmann, 1911
- Parastremma Eigenmann, 1912
  - Parastremma album Dahl, 1960
  - Parastremma pulchrum Dahl, 1960
  - Parastremma sadina Eigenmann, 1912
- Rhoadsia Fowler, 1911
  - Rhoadsia altipinna Fowler, 1911
  - Rhoadsia minor Eigenmann & Henn, 1914